# Roberto Álvarez Calderón Rey
Roberto Álvarez-Calderón Rey, más conocido como Robálca (Lima, 25 de marzo de 1939 - Lima, 11 de diciembre de 2006), fue un notable periodista hípico peruano. Periodista, comentarista, cronista, historiador de la hípica nacional y comunicador de radio, prensa y televisión.

## Biografía
Hijo de Roberto Álvarez Calderón Granados y Alicia Rey y Rey. Nació en Lima, el 25 de marzo de 1939. Hizo sus estudios escolares en el Colegio Sagrados Corazones Recoleta, egresando en 1956. Estuvo casado con Ada Benavides y tuvo 3 hijos (Cynthia, Roberto y Pamela).
Desde niño su padre lo llevaba al antiguo hipódromo de San Felipe y antes de terminar la secundaria iba a ver los aprontes. Hizo estudios de Derecho en la Pontificia Universidad Católica del Perú, pero su afición por el periodismo no le permitió graduarse de abogado. En 1958 ingresa a laborar al diario La Prensa como periodista hípico. Su jefe lo bautiza con el apelativo con el que sería conocido: Robalca. Entre 1961 y 1984 fue Jefe de Hípica del diario. Luego trabaja en el diario El Nacional y posteriormente en diario Expreso hasta el año 2000. 
En 1977 ingresa a la televisión mediante un segmento de 5 minutos en el noticiero dominical en América Television, canal 4 de Lima. En 1995 llega a la televisión por cable trasmitiendo las carreras desde el Hipódromo de Monterrico. 
En 1982, con el caballo Piggott, ganó el Derby Nacional.
Publicó ocho obras relacionadas con la hípica.
En el año 2005 es elegido Presidente del Jockey Club del Perú.
Con gran pesar para la hípica peruana y latinoamericana, fallece el domingo 11 de noviembre del 2006, tras una penosa enfermedad, que lo tuvo postrado los últimos meses. Fue velado en el velatorio del Parque Cementerio Jardines de la Paz del distrito de La Molina, donde descansan sus restos.
El Campeonato Internacional de Jockeys que se lleva a cabo anualmente desde  el año 2006 en el Hipódromo de Monterrico, lleva por nombre Robalca - Copa Larc, en su honor.

## Obras
- Los primeros 100 años del Derby Nacional.
- A mis amigos los caballos.
- 50 años del Clásico Jockey Club del Perú.
- El mundo de los jinetes.
- Ocho grandes conquistas de la hípica peruana.

## Créditos

### Televisión
Conducción:
- Noticiero Pura Sangre (1995-2006) — JCP Televisión / TV Turf / Monterrico TV
- Libro de oro de la hípica (1995-2006) — JCP Televisión / TV Turf / Monterrico TV

### Prensa escrita
- La Prensa (1958-¿?)
- El Nacional (¿?-¿?)
- Expreso (¿?-¿?)
- Todo Sport (¿?-2006)